# 汪雲翔
汪雲翔（1886年—1958年），號紫淵，四川簡陽人，川軍抗日將領。

## 生平
生於光緒十二年（1886年），出身簡陽大藥材鋪少東家，四川陸軍小學堂、保定陸軍速成學堂第二期步兵科畢業。1909年12月保定陸軍速成學堂畢業。辛亥革命爆發後，曾在四川參加革命黨組織的起義軍事活動。1913年12月考入北京陸軍大學學習，1916年12月畢業於北京陸軍大學正則班第四期。畢業後返回四川陸軍服務。
曾任國民革命軍二十四軍參謀長，四川省主席劉文輝參謀長。1929年於二十四軍訓練處編寫出版《兵要地理》一書，主要介紹川康地區軍事地形，對高原病，藏軍都有介紹。是中國近代早期為數不多的一本区域性軍事地理專著。兵要地理也稱軍事地理，對於科學地指導軍隊建設和作戰行動等方面的地理研究有著特別重要的作用，是部隊軍官教育的主要課程之一。
曾任四川陸軍講武堂戰術教官，國民政府軍政部訓練處少將副處長，川康綏靖公署少將參軍。曾參加抗日戰爭，被列入"辛亥革命以來川軍抗日將領"名冊。
定居四川成都，為當時“汪祠門宗”會長，與川軍著名抗日將領，民族英雄王銘章將軍為兒女親家。學生中知名的有當時中共地下黨車耀先（小說<紅巖>中許雲峰原型）等。車耀先入獄後曾多方營救未果。
1948年1月26日，因抗戰有功被國民政府授予“陸軍少將”軍銜。
1953年，任四川省文史館參事館員。1958年因病去世。

## 家人
汪雲翔與簡陽同鄉名門閨秀樊鏡容締結良緣，兩人感情甚篤，育有多名子女。
長子汪英才，長女汪慧仙，二女汪瓊仙，三女汪靜仙，四女汪琳仙，五女汪荷仙，小兒子汪英華，幺女汪洪仙。其中長女汪慧仙於1940年代與王銘章長子王道鴻成親，育一子。
遺孀樊鏡容女士於1983年去世。汪英才，汪慧仙，汪洪仙皆病逝於1950年代。汪瓊仙逝於1970年代。

## 外部資料鏈接
- 陸軍大學將帥錄（廣州出版社, 陳予歡編著2009.12.）
- 陸軍大學第四期名錄
- 中華民國南京政府授予將軍全名錄
- 四川文史館歷屆館員檔案
- 重慶圖書館民國時期圖書書目